# Trưng cầu dân ý độc lập Croatia 1991
| Tổng số cử tri                            | 3.652.225          | 3.652.225          |
| Tham gia                                  | 3.051.881 (83.56%) | 3.051.881 (83.56%) |
| Ủng hộ chủ quyền và độc lập của Croatia   |                    |                    |
| Lựa chọn                                  | Số phiếu           | %                  |
| Đồng ý                                    | 2.845.521          | 93,24              |
| Từ chối                                   | 126.630            | 4,15               |
| Ủng hộ Croatia vẫn trong Liên bang Nam Tư |                    |                    |
| Lựa chọn                                  | Số phiếu           | %                  |
| Đồng ý                                    | 164.267            | 5,38               |
| Từ chối                                   | 2.813.085          | 92,18              |
| Nguồn: Ủy ban bầu cử quốc gia             |                    |                    |

Croatia tổ chức một cuộc trưng cầu dân ý độc lập vào ngày 19 tháng 5 năm 1991, tiếp sau bầu cử quốc hội Croatia năm 1990 và căng thẳng dân tộc gia tăng vốn khiến cho Nam Tư tan rã. Tổng cộng có 83% số cử tri đi bỏ phiếu, và 93% trong số đó tán thành độc lập. Sau đó, vào ngày 25 tháng 6 năm 1991, Croatia tuyên bố độc lập và hủy bỏ liên kết với Nam Tư. Tuy nhiên họ đình hoãn quyết định này ba tháng, theo khuyến nghị của Cộng đồng châu Âu và Hội nghị An ninh và Hợp tác châu Âu với Hiệp định Brioni. Chiến tranh tại Croatia leo thang trong thời gian đình hoãn, và đến ngày 8 tháng 10 năm 1991, Quốc hội Croatia chấm dứt mọi quan hệ còn lại với Nam Tư. Năm 1992, Croatia được Cộng đồng Kinh tế châu Âu công nhận ngoại gia và được kết nạp vào Liên Hợp Quốc.

## Bối cảnh

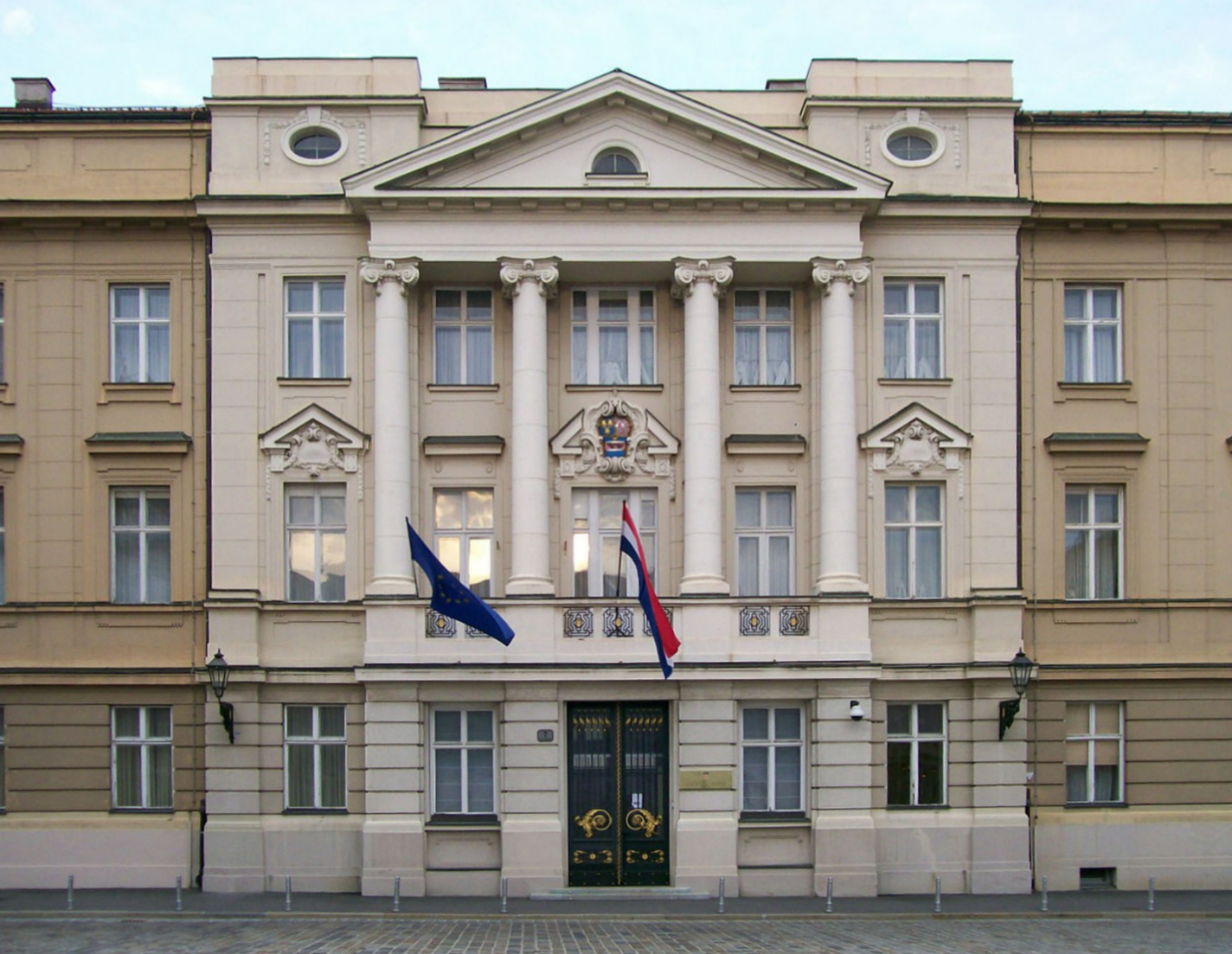
Tòa nhà Quốc hội Croatia

Sau Chiến tranh thế giới thứ hai, Croatia trở thành một nước cộng hòa cấu thành đơn đảng trong Cộng hòa Liên bang Xã hội chủ nghĩa Nam Tư. Croatia được hưởng một mức độ tự trị trong Liên bang Nam Tư. Năm 1967, một nhóm các tác giả và nhà ngôn ngữ học người Croatia xuất bản Tuyên ngôn về vị thế và danh xưng trong văn học tiếng Croatia (Declaration on the Name and Status of the Croatian Literary Language), yêu cầu trao quyền tự chủ lớn hơn cho tiếng Croatia. Tuyên bố góp phần vào một phong trào dân tộc nhằm có được nhiều hơn về quyền dân sự và chính trị và phân quyền hóa kinh tế Nam Tư, đỉnh cao là Mùa xuân Croatia năm 1971, song lại bị giới lãnh đạo Nam Tư trấn áp. Tuy nhiên, Hiến pháp Nam Tư 1974 tăng quyền tự trị cho các nước cấu thành, về bản chất đáp ứng một trong các mục đích của Mùa xuân Croatia và cung cấp cơ sở pháp lý về độc lập của các nước liên bang.
Trong thập niên 1980, chính cục tại Nam Tư bị xấu đi, với căng thẳng dân tộc bị thổi bùng do Giác thư SANU 1986 của người Serb và các cuộc đảo chính năm 1989 tại Vojvodina, Kosovo và Montenegro. Tháng 1 năm 1990, Liên đoàn những người Cộng sản Nam Tư tan rã theo ranh giới dân tộc, khi phái đoàn Croatia yêu cầu nới lỏng liên bang hơn. Cùng năm đó, cuộc bầu cử đa đảng lần đầu tiên được tổ chức tại Croatia, và Franjo Tuđman giành thắng lợi khiến căng thẳng dân tộc leo thang. Những người Serb dân tộc chủ nghĩa tại Croatia tẩy chay Quốc hội Croatia và đoạt quyền kiểm soát lãnh thổ người Serb cư trú, đặt chướng ngại vật trên đường và bỏ phiếu ủng hộ tự trị tại các khu vực này. Các tỉnh tự trị Serb nhanh chóng thống nhất thành nước Cộng hòa Serbia Krajina (RSK), nhưng không được quốc tế công nhận, với ý định giành độc lập từ Croatia.

## Trưng cầu dân ý và tuyên bố độc lập

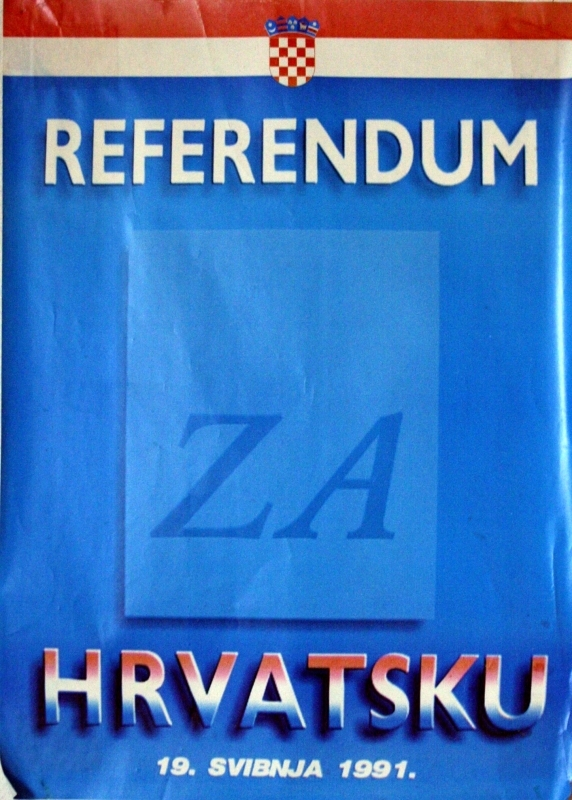
Áp phích trưng cầu dân ý 1991

Ngày 25 tháng 4 năm 1991, Quốc hội Croatia quyết định tổ chức một cuộc trưng cầu dân ý độc lập vào ngày 19 tháng 5. Quyết định được công bố trên Narodne novine, tờ báo chính phủ của Croatia, và công bố chính thức vào 2 tháng 5 năm 1991. Cuộc trưng cầu dân ý có hai câu hỏi. Câu hỏi thứ nhất là Croatia có nên trở thành một quốc gia có chủ quyền và độc lập, đảm bảo quyền tự trị văn hóa và dân quyền cho người Serb và các dân tộc thiểu số khác tại Croatia, tự do thiết lập một liên hiệp các quốc gia chủ quyền với các nước cộng hòa cấu thành Nam Tư cũ khác. Câu hỏi thứ hai là Croatia có nên ở lại Nam Tư với vị thế một quốc gia thuộc liên bang thống nhất. Nhà cầm quyền người Serb địa phương kêu gọi tẩy chay cuộc bỏ phiếu, và phần lớn người Serb tại Croatia nghe theo lời kêu gọi này. Trưng cầu dân ý được tổ chức tại 7.691 điểm bỏ phiếu. Các cử tri được trao các lá phiếu màu xanh và đỏ. Kết quả về đề xuất Croatia độc lập thể hiện trên lá phiếu màu xanh được thông qua với 93,24% ủng hộ, 4,15% phản đối, và 1,18% phiếu không hợp lệ hoặc trống. Câu hỏi về việc Croatia nên ở lại Nam Tư bị bác bỏ với 5,38% ủng hộ, 92,18% phản đối và 2,07% phiếu không hợp lệ. Tỷ lệ cử tri đi bỏ phiếu là 83,56%.
Croatia sau đó tuyên bố độc lập và hủy bỏ liên kết với Nam Tư vào ngày 25 tháng 6 năm 1991. Cộng đồng Kinh tế châu Âu và Hội nghị An ninh và Hợp tác châu Âu khuyến nghị nhà cầm quyền Croatia đình hoãn quyết định ba tháng. Croatia chấp thuận đóng băng tuyên bố độc lập của mình trong ba tháng, ban đầu giúp tình hình bớt căng thẳng. Tuy nhiên, Chiến tranh giành độc lập Croatia lại ngày càng leo thang. Ngày 7 tháng 10, trước khi mãn hạn đình hoãn, Không quân Nam Tư oanh tạc Banski Dvori, tòa nhà chính phủ chủ chốt tại Zagreb. Ngày 8 tháng 10 năm 1991, thời hạn đình hoãn kết thúc, và Quốc hội Croatia chấm dứt toàn bộ các quan hệ còn lại với Nam Tư. Phiên họp đặc biệt của Quốc hội được tổ chức tại tòa nhà INA trên Đại lộ Pavao Šubić tại Zagreb do quan ngại về an ninh, bắt nguồn từ vụ đánh bom gần đó của Nam Tư. Cụ thể, có lo ngại rằng Không quân Nam Tư có thể tấn công tòa nhà quốc hội. Ngày 8 tháng 10 hiện được kỷ niệm là ngày Độc lập của Croatia.

## Công nhận

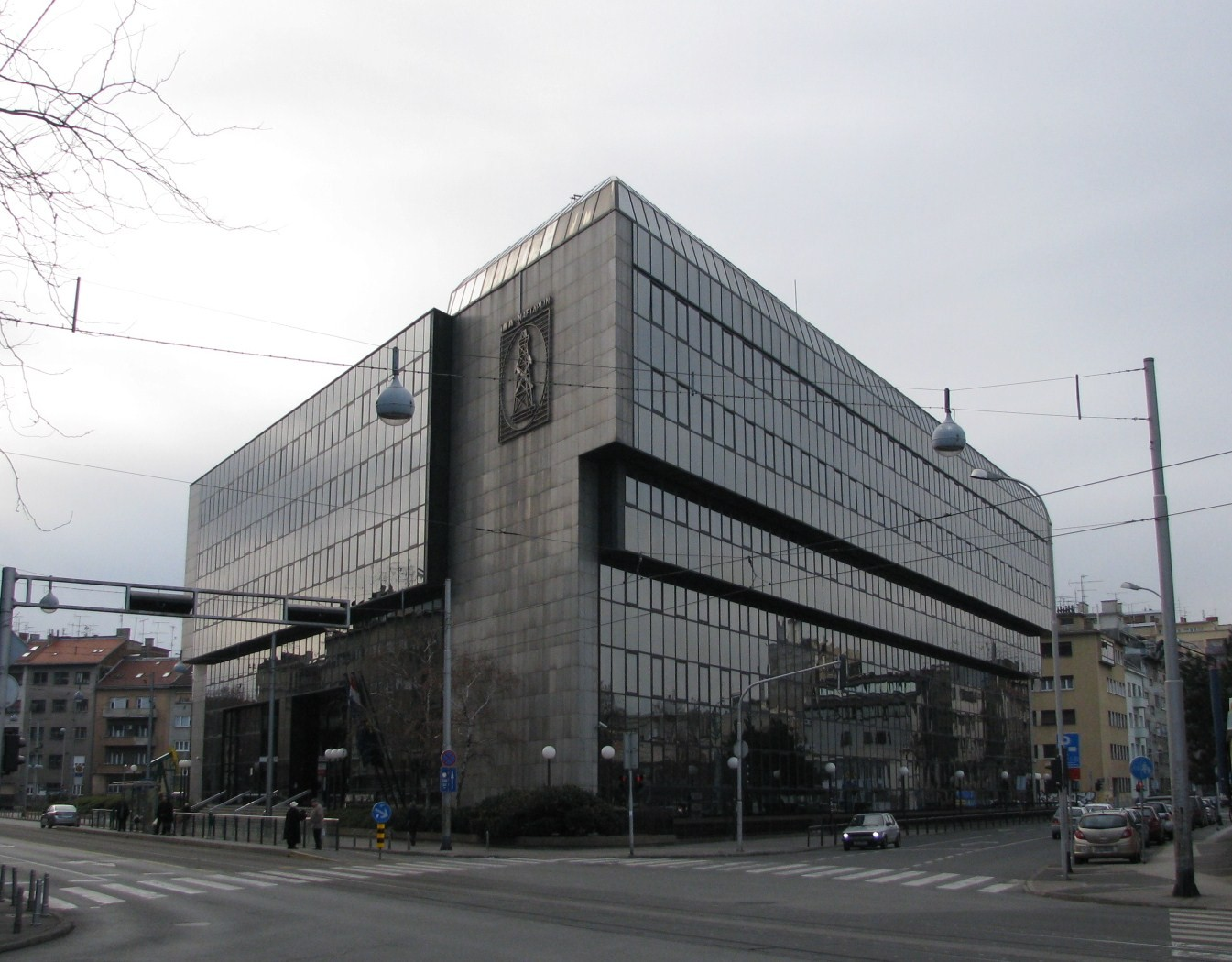
Toà nhà INA trên Đại lộ Šubićeva, Zagreb được chọn làm nơi tuyên bố độc lập của quốc hội vào ngày 8 tháng 10 năm 1991, vì lý do an ninh

Hội đồng Bộ trưởng Cộng đồng Kinh tế châu Âu thiết lập Ủy ban Trọng tài Badinter vào ngày 27 tháng 8 năm 1991 để cung cấp khuyến nghị và tiêu chuẩn pháp lý đối với công nhận ngoại giao các nước cộng hòa thuộc Nam Tư cũ. Cuối năm 1991, Ủy ban tuyên bố Nam Tư đang trong quá trình giải thể, và biên giới nội bộ của các nước cộng hòa thuộc Nam Tư có thể không thay đổi, trừ khi đạt được thỏa thuận một cách tự do. Các yếu tố trong duy trì biên giới tiền chiến của Croatia, được các ủy ban phân giới xác định vào năm 1947, là các sửa đổi hiến pháp Nam Tư vào năm 1971 và 1974, công nhận rằng quyền chủ quyền do các đơn vị liên bang thực thi, và liên bang chỉ có quyền chuyển nhượng bằng hiến pháp.

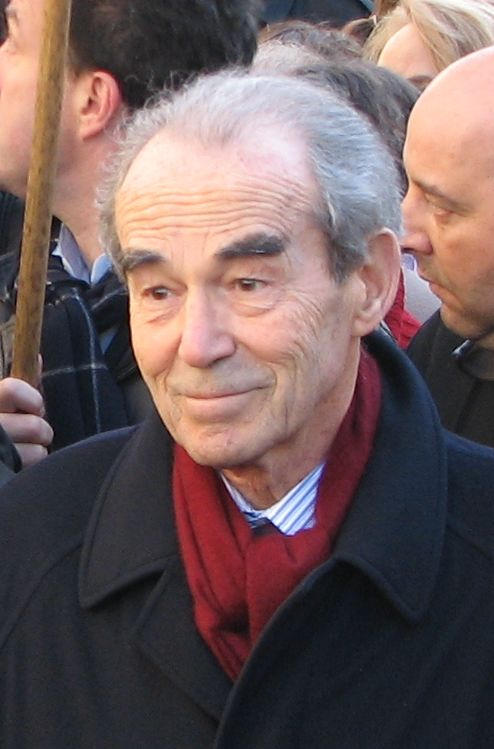
Robert Badinter là chủ tọa của Ủy ban Trọng tài của Hội nghị Hòa bình về Nam Tư

Đức chủ trương nhanh chóng công nhận Croatia, nhằm ngăn chặn bạo lực đang diễn ra tại các khu vực cư dân Serb. Điều này bị Pháp, Anh và Hà Lan phản đối, song các quốc gia đồng thuận theo đuổi một cách tiếp cận chung và tránh các hành động đơn phương. Ngày 10 tháng 10, hai ngày sau khi Quốc hội Croatia xác nhận tuyên bố độc lập, Cộng đồng Kinh tế châu Âu quyết định hoãn bất kỳ quyết định nào công nhận Croatia trong hai tháng. Khi thời hạn kết thúc, Đức bày tỏ quyết định công nhận Croatia là chính sách và bổn phận của mình, và quan điểm này được Ý và Đan Mạch ủng hộ. Pháp và Anh cố gắng ngăn việc công nhận bằng cách soạn thảo một nghị quyết Liên Hợp Quốc yêu cầu không có các hành động đơn phương có thể khiến tình hình xấu đi. Tuy nhiên, dự thảo được rút lại trong cuộc thảo luận tại Hội đồng Bảo an vào ngày 14 tháng 12, khi Đức kiên quyết giữ vững động thái bất chấp nghị quyết Liên Hợp Quốc. Ngày 17 tháng 12, Cộng đồng Kinh tế châu Âu chính thức đồng thuận công nhận ngoại giao Croatia vào ngày 15 tháng 1 năm 1992, dựa theo ý kiến của Ủy ban Trọng tài Badinter. Ủy ban quyết định rằng không nên lập tức công nhận nền độc lập của Croatia, do hiến pháp mới của Croatia không quy định bảo vệ cộng đồng thiểu số như Cộng đồng Kinh tế châu Âu yêu cầu. Tổng thống Croatia Franjo Tuđman phản ứng lại với lá thư đảm bảo với Robert Badinter rằng thiếu sót này sẽ được khắc phục. RSK chính thức tuyên bố ly khai khỏi Croatia vào ngày 19 tháng 12, song tình trạng quốc gia và độc lập của họ không được quốc tế công nhận. Ngày 26 tháng 12, nhà cầm quyền Nam Tư công bố các kế hoạch về một quốc gia nhỏ hơn, có thể bao gồm các lãnh thổ chiếm được từ Croatia, song kế hoạch bị Đại Hội đồng Liên Hợp Quốc bác bỏ.
Ngày 26 tháng 6 năm 1991, Slovenia là quốc gia đầu tiên công nhận Croatia là một quốc gia độc lập, khi cả hai nước tuyên bố độc lập cùng ngày với nhau. Litva theo sau vào ngày 30 tháng 7, và Ukraina, Latvia, Iceland, và Đức công nhận vào tháng 12 năm 1991. Cộng đồng Kinh tế châu Âu công nhận Croatia vào ngày 15 tháng 1 năm 1992, và Liên Hợp Quốc vào tháng 5 năm 1992.

## Hậu quả
Mặc dù không phải là ngày nghỉ công cộng, 15 tháng 1 được truyền thông và chính giới Croatia coi là ngày quốc gia có được công nhận của quốc tế. Nhân dịp kỷ niệm 10 năm sự kiện vào năm 2002, Ngân hàng Quốc gia Croatia cho đúc tiền xu kỷ niệm 25 kuna. Trong thời kỳ sau tuyên bố độc lập, chiến tranh leo thang, với các cuộc bao vây tại Vukovar và Dubrovnik, và giao chiến tại các nơi khác. Tình trạng kéo dài cho đến khi lệnh ngừng bắn có hiệu lực từ ngày 3 tháng 1 năm 1992, lập lại ổn định và giảm đáng kể bạo lực. Chiến tranh kết thúc trên thực tế vào tháng 8 năm 1995 với thắng lợi quyết định của Croatia trong Chiến dịch Bão táp. Biên giới hiện nay của Croatia được xác định khi các khu vực do người Serb chiếm cứ tại Đông Slavonia được trả lại cho Croatia theo Hiệp định Erdut tháng 11 năm 1995. Quá trình hợp nhất kết thúc vào tháng 1 năm 1998.